# Rozmycie gaussowskie

Efekt małego i dużego rozmycia gaussowskiego

Rozmycie gaussowskie (ang. Gaussian blur), znane również jako wygładzanie gaussowskie (ang. Gaussian smoothing) – modyfikacja obrazu za pomocą filtru Gaussa. Jest to powszechnie używana funkcja oprogramowania graficznego, wykorzystywana przeważnie w celu zmniejszenia szumów i zakłóceń w obrazie lub w celu zamazania detali. Wygładzanie gaussowskie jest również stosowane jako etap wstępnego przetwarzania obrazów w wizji komputerowej.